# Franciszek Zubrzycki

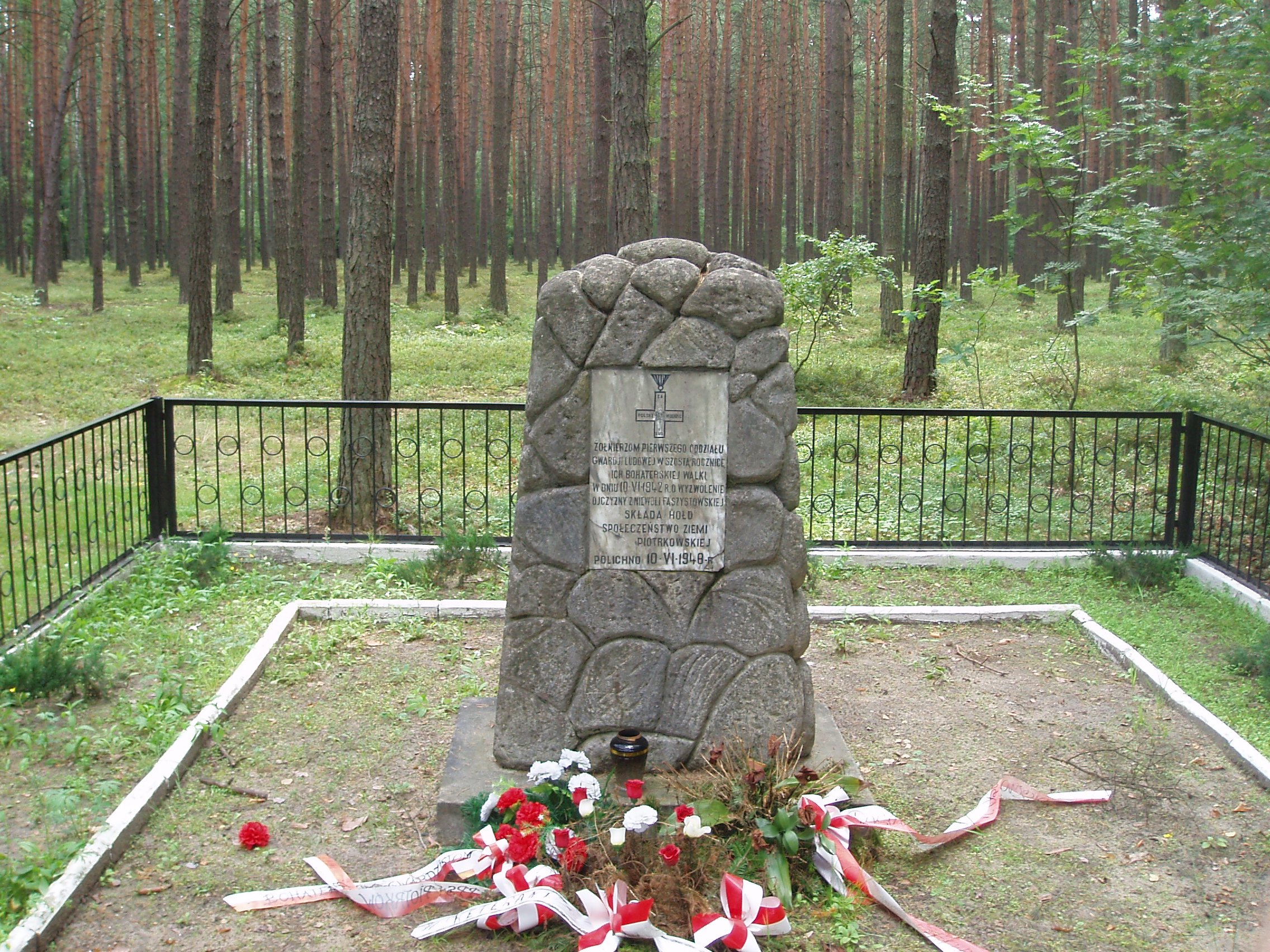
Pomnik w lesie w Polichnie upamiętniający starcie oddziału „Małego Franka”

Franciszek Zubrzycki ps. „Mały Franek” (ur. 26 maja 1915 w Radomiu, zm. 6 sierpnia 1942 w Tomaszowie Mazowieckim) – działacz polskiego ruchu robotniczego i komunistycznego ruchu oporu w czasie II wojny światowej, dowódca pierwszego oddziału partyzanckiego Gwardii Ludowej.

## Życiorys
W 1934 ukończył I Gimnazjum Męskie im. gen. Sowińskiego w Warszawie. Studiował na Politechnice Warszawskiej. Będąc studentem wstąpił do Organizacji Młodzieży Socjalistycznej Życie i Komunistycznego Związku Młodzieży Polskiej. Skazany na karę więzienia, odbywał ją w okresie 1938–1939. W pierwszej fazie okupacji Polski przez Niemców został wywieziony na roboty przymusowe do III Rzeszy, skąd potem powrócił. W 1941 wstąpił do Związku Walki Wyzwoleńczej, a w 1942 do Polskiej Partii Robotniczej.
W maju 1942 pod dowództwem Franciszka Zubrzyckiego sformowano pierwszy oddział Gwardii Ludowej im. Stefana Czarnieckiego, wyszkolony przez „dąbrowszczaka” Józefa Mrozka i skierowano go do antyniemieckich działań partyzanckich.
Wyjazd z Warszawy, z Dworca Wschodniego, według dotychczasowych ustaleń nastąpił w dwóch grupach – pierwsza nastąpiła w dniach 10–15 maja, druga przy końcu maja. W wyprawach majowych oddziału im. Stefana Czarnieckiego wzięli udział następujący gwardziści:
- Franciszek Zubrzycki „Mały Franek” – dowódca
- Marceli Rostkowski „Marcel” – zastępca
- Stanisław Białobrzeski z Marymontu
- Niemir Bieliński „Mirek”, „Roman” z Marymontu
- Stefan Gruszczyński z Pelcowizny
- Czesław Guzanek z Marymontu
- Jakub Kamiński „Zdzich” z Marymontu
- Mikołaj Koniew „Mikołaj” – żołnierz radziecki, uciekinier z obozu jenieckiego
- Iwan Muchin „Janek” – żołnierz radziecki, uciekinier z obozu jenieckiego
- Mieczysław Olszewski z Marymontu
- Tadeusz Skupiewski z Targówka
- Jerzy Wojciech Sommer z Żoliborza
- Marian Twardowski „Kamacz” z Pelcowizny
- Zygmunt, Andrzej z Żoliborza, nazwiska nieznane
- Michał – nazwisko nieznane, żołnierz radziecki, uciekinier z obozu jenieckiego

W niektórych akcjach oddziału „Małego Franka” brali także udział przybyli do kraju z Francji Dąbrowszczacy: Bolesław Mołojec i Józef Mrozek.
Od 10–15 maja do 6 sierpnia 1942 r. trwały z pewnymi przerwami działania oddziału Gwardii Ludowej im. Stefana Czarnieckiego. Gwardziści wykonali kilka akcji kolejowych (m.in. pod Rozprzą i Teklinowem), atakowali posterunki policji i niemieckie samochody, przeprowadzali akcje ekspropriacyjne (m.in. w Nadleśnictwie Meszcze), stoczyli kilka walk z przeważającymi siłami wroga, pierwszą pod Polichnem (10 czerwca), gdzie poległo trzech gwardzistów, a ranni zostali „Mały Franek” i Józef Mrozek; w Antoniowie (21 czerwca) i ostatni, dramatyczny bój na ulicach Tomaszowa (6 sierpnia).
Teren piotrkowsko-tomaszowski, mimo dużego zalesienia, był trudny do rozwinięcia działań partyzanckich. Był to bowiem rejon w znacznym stopniu skolonizowany przez Niemców, o stosunkowo dużej liczbie volksdeutschów. Tu właśnie najwcześniej, na terenach GG, podjęto wysiedlanie chłopów i osadzanie w ich gospodarstwach Niemców oraz volksdeutschów. Dlatego w wielu wsiach, jak np. w Polichnie, Przygłowie i innych, znajdowała się spora liczba kolonistów (np. w Tomaszowie Mazowieckim – według danych wywiadu AK – koloniści i volksdeutsche stanowili 20% ludności).
Przez krótki czas istnienia oddział operował w okolicy Piotrkowa Trybunalskiego, jednak nie przeprowadził ani jednej akcji bojowej. W czerwcu GL przeprowadziła w tym samym rejonie akcję, w ramach której wziął też udział oddział Zubrzyckiego. Akcją był napad na polską leśniczówkę i żołnierza AK, Jeremiego Kozłowskiego, któremu zabrano dubeltówkę i 5 tys. złotych. Oddział 11 czerwca 1942 został rozproszony. Następnie Zubrzyckiego mianowano dowódcą częstochowsko-piotrkowskiego okręgu GL. 6 sierpnia 1942 został zabity przez Niemców, gdy próbował uciec po aresztowaniu na dworcu kolejowym w Tomaszowie Mazowieckim.
Decyzja o wysłaniu oddziału „Małego Franka” do regionu piotrkowskiego miała na celu wykazanie, że partyzantka może istnieć i rozwijać się nie tylko na terenach o wielkich, trudno dostępnych kompleksach leśnych, m.in. na wschodzie Polski, ale i w regionach o niewielkim stosunkowo zalesieniu, tam gdzie po klęsce wrześniowej działał przez kilka miesięcy Oddział Wydzielony mjr. Henryka Dobrzańskiego „Hubala”. Ponadto chodziło o zademonstrowanie istnienia ognisk walki partyzanckiej w Polsce centralnej, na terenach położonych blisko granicy obszarów przyłączonych do III Rzeszy, a zwłaszcza wielkich skupisk polskiej klasy robotniczej: Łodzi, Zagłębia Dąbrowskiego i Śląska.
W 1946 Uchwałą Prezydium Krajowej Rady Narodowej pośmiertnie został odznaczony Orderem Krzyża Grunwaldu II klasy za zasługi położone w walce z okupantem i udział w pracach konspiracyjnych w okresie okupacji. Ponieważ Zubrzycki dowodził pierwszym partyzanckim oddziałem GL i jako jeden z pierwszych dowódców polowych GL zginął w walce z Niemcami, propaganda komunistyczna w Polsce już od 1942 silnie eksponowała jego postać i podkreślała bohaterstwo.
Po upadku PRL część publikacji podtrzymywała informacje o aktywnym udziale oddziału Zubrzyckiego w akcjach bojowych przeciw Niemcom, jednak według IPN, służył on w organizacjach stalinowskich, a obie akcje partyzanckie miały charakter głównie propagandowy i nie podjęto w ich czasie żadnych działań antyniemieckich. Zwrócono także uwagę, że chociaż był dowódcą okręgu GL, to jednostka ta w owym okresie de facto istniała głównie teoretycznie.

## Upamiętnienie
W 1952 r. w auli w Gmachu Głównym Politechniki Warszawskiej odsłonięto poświęconą mu tablicę pamiątkową.
W 1966 w Polichnie odsłonięto pomnik czynu zbrojnego GL i AL upamiętniający działania Zubrzyckiego i jego oddziału, a w 1968 stworzono w pobliżu Muzeum Czynu Partyzanckiego, skansen – obóz partyzancki. Po 1989 r. pomnik został przebudowany i usunięto z niego nawiązania do obu tych organizacji, a muzeum oraz skansen zamknięto.
Był patronem wielu szkół, ulic, drużyn harcerskich oraz statku; po upadku PRL patronat zaczęto znosić. W 1963 roku jego imię nadano warszawskim Zakładom Elektronicznym „Warel”, a także Centrum Szkolenia Specjalistów Marynarki Wojennej w Ustce.

## Awanse
- oficer Gwardii Ludowej[19] – 1942
- podpułkownik – pośmiertnie[20]

## Odznaczenia
- Order Krzyża Grunwaldu II klasy – pośmiertnie (29 maja 1946)[9]